# Шато-де-Ла-Рошпо
Шато-де-Ла-Рошпо (фр. Château de La Rochepot) — это феодальный замок XII века в неоготическом бургундском стиле, который был перестроен в XV веке, а в XIX веке полностью восстановлен, покрыт глазурованной бургундской черепицей и находится в Ла-Рошпо, департамент Кот-д'Ор, регион Бургундия — Франш-Конте.

## Историческая справка
Феодальный замок Ла-Рошпо был построен в 1180 году на руинах сгоревшего в XI веке замка сеньора де Монтегю Александра Бургундского (1170—1205) (сына Бургундского герцога Гуго III), эти руины и сейчас находятся в соседнем лесу.

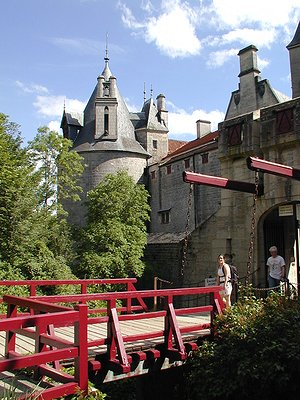
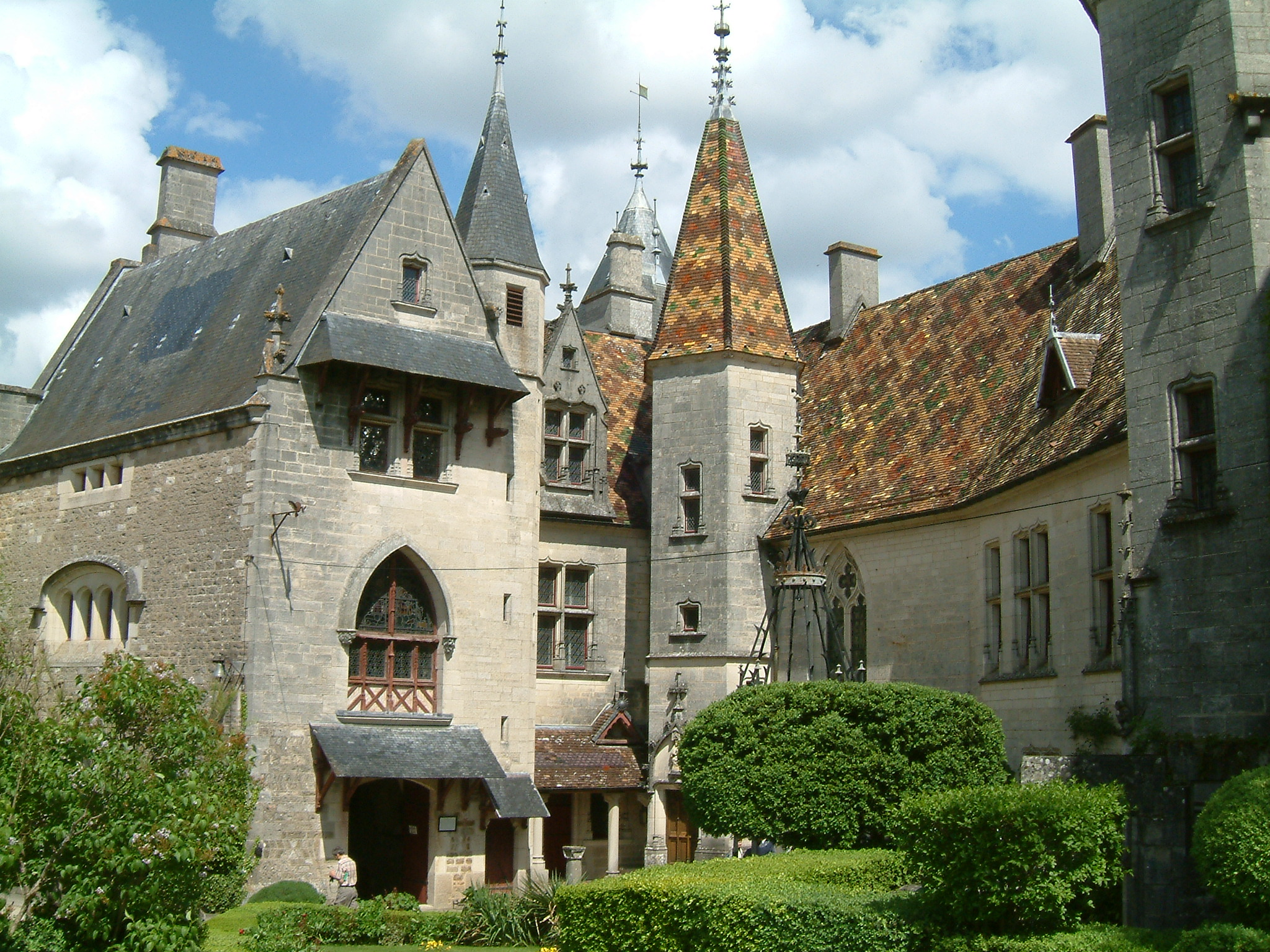
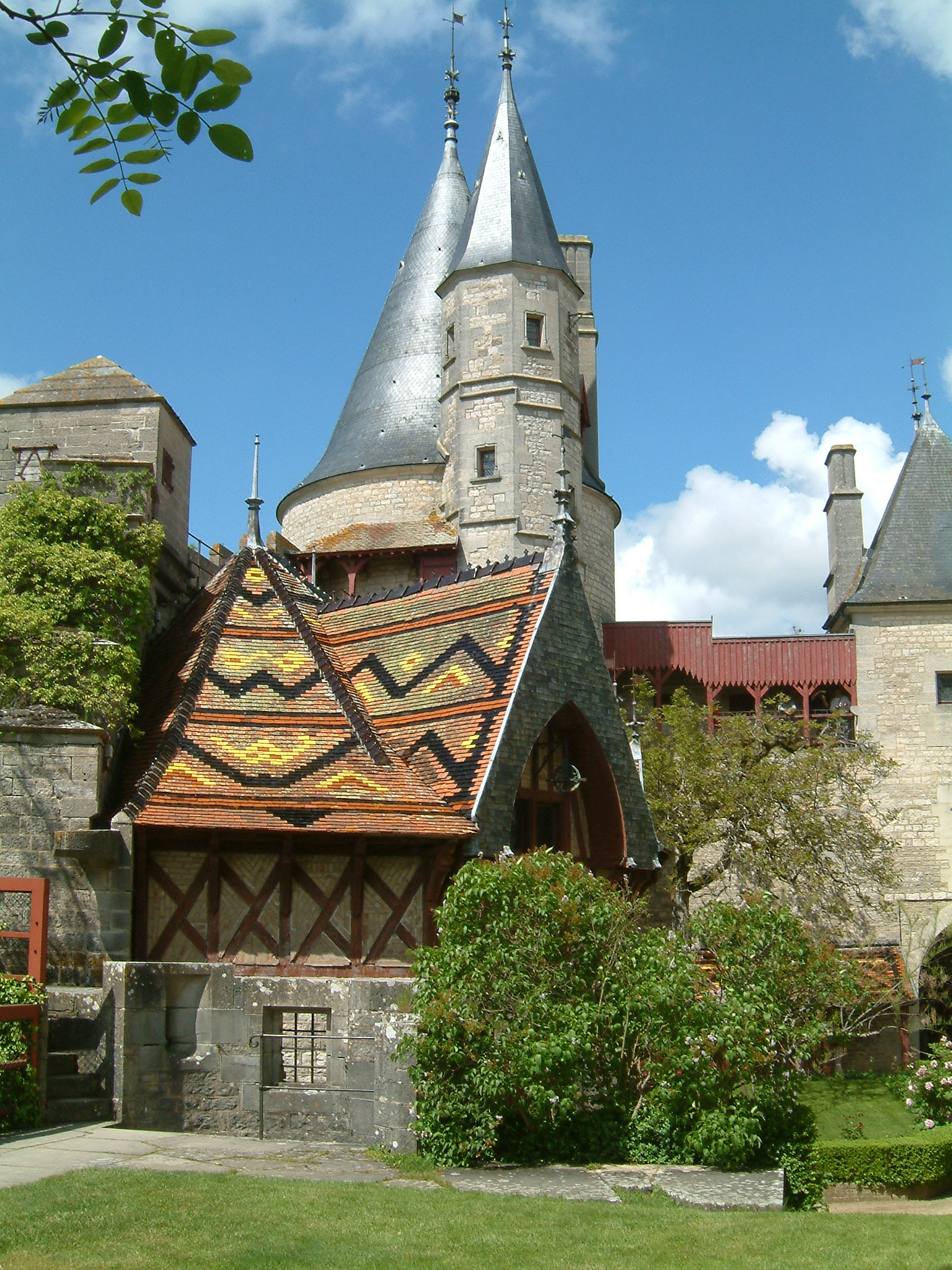
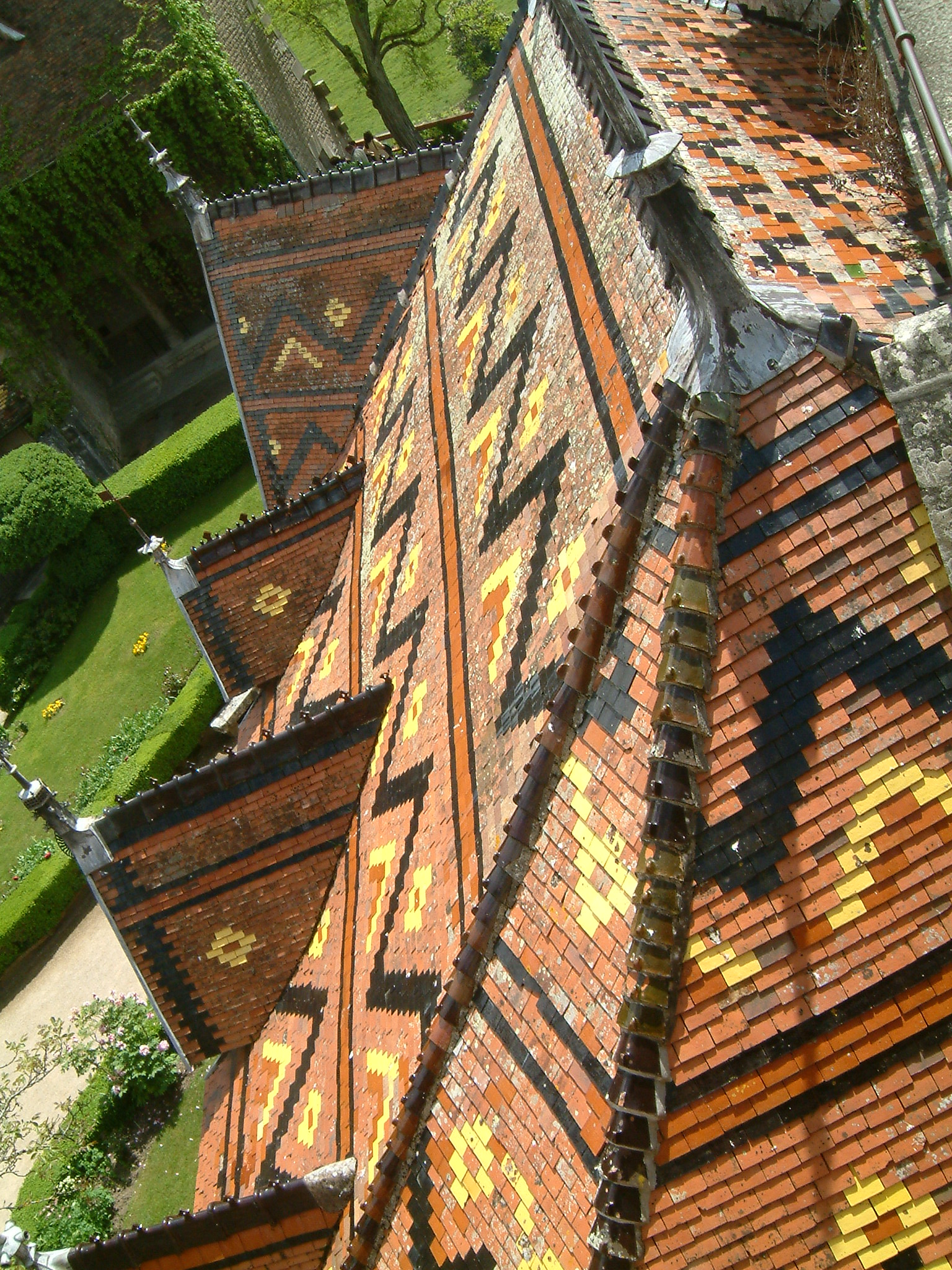
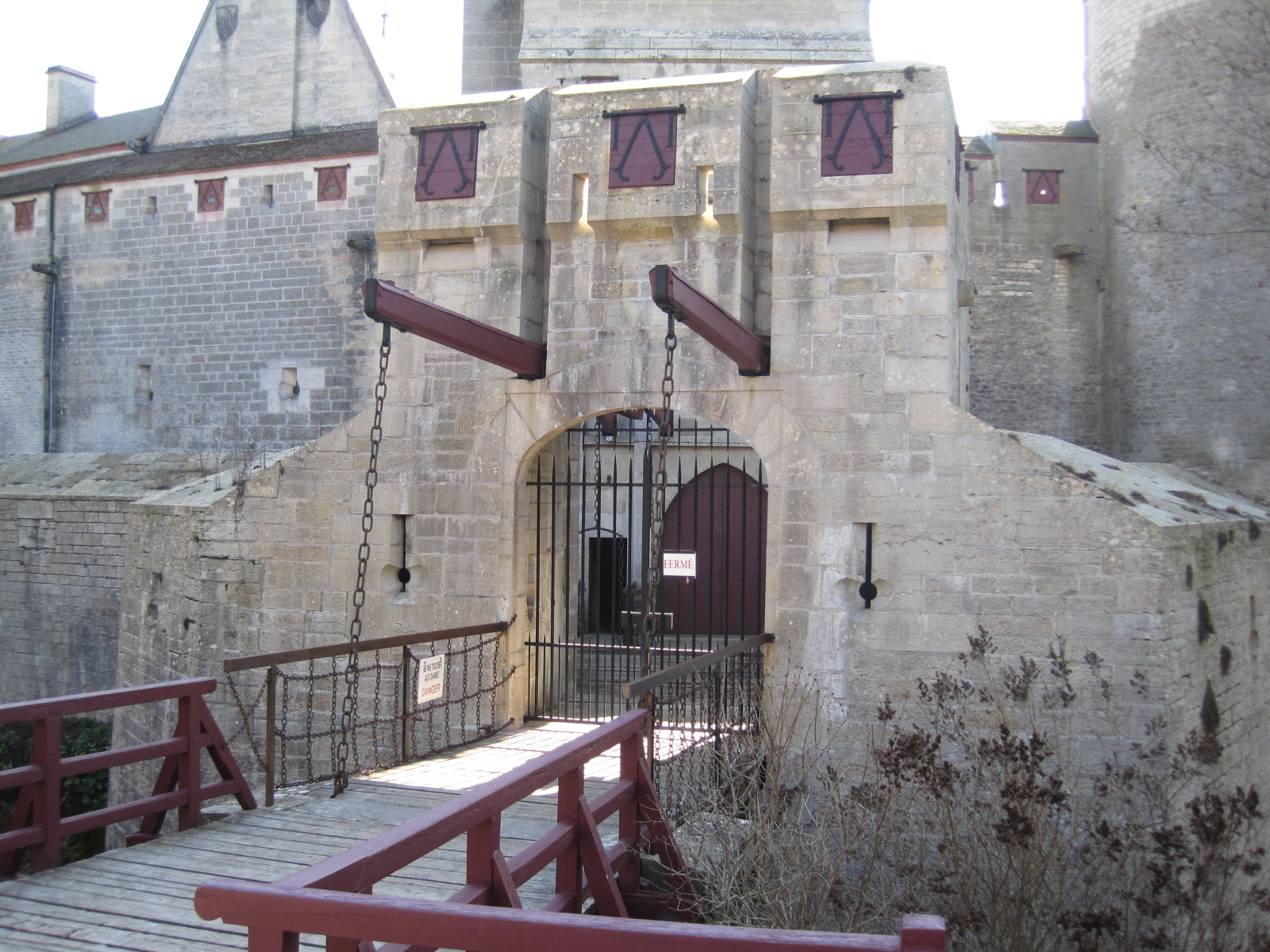
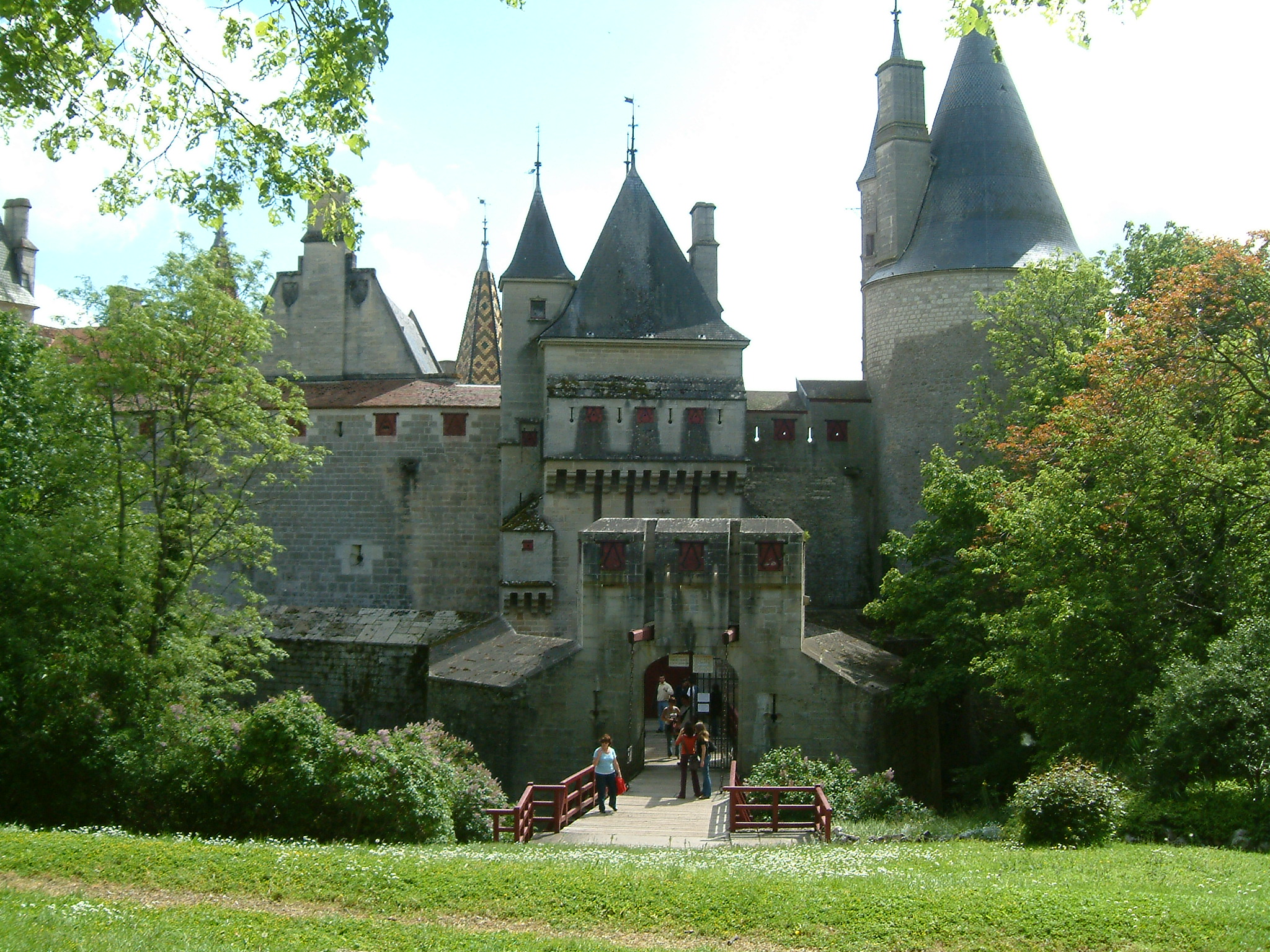

В 1403 году, вернувшись из крестового похода, сеньор Ренье По (камергер герцога Филиппа II Бургундского и рыцарь Ордена Золотого руна) покупает замок, который в то время назывался «Шато-де-Ла-Рош-Ноле», дает ему свое имя, а затем передает своему сыну, сеньору Жаку По, который, в свою очередь, передает замок своему сыну, сеньору Филиппу По.
После приобретения замка сеньором Ренье По, в его окрестностях высаживаются виноградники сорта Пино-нуар — как исполнение указа Филиппа II Смелого от 1395 года.
В XVI веке владельцем замка становится французский маршал Анн де Монморанси (во владении которого было более 130 замков).
В XVII веке кардинал Рец, Жан Франсуа Поль де Гонди получает замок в наследство, а затем, в 1644 году, продает его кавалеру и первому президенту парламента Бургундии Пьеру Легу де ла Бершеру.
Последним феодалом замка был Жозеф Бланштон.
В 1789 году, во времена Французской революции, замок был переименован в «Шато-де-Ла-Рош-Фидель», провозглашен национальным достоянием, а впоследствии был частично разрушен вандалами. Оставшись без главной башни, имение переходило из рук в руки.
В 1893 году Сесиль Карно (супруга президента Республики Сади Карно) приобретает развалины и дарит их своему старшему сыну, командиру пехотного полка Сади Карно (1865—1948), который в течение 26 лет проводит большую и кропотливую историческую реставрацию в духе XV века.
В 2013 году некоторые части замка были признаны региональными памятниками истории, а в 2014 году замок, пристройки, виноградники и парк получили статус национального памятника
.
В наши дни замок продолжает находиться в собственности потомков семьи Карно и открыт для общественности.